# Lira reggiana
La lira reggiana era l'unità monetaria in uso corrente a Reggio Emilia dal XIII sec. fino alla Restaurazione; essa era suddivisa in 20 Soldi, e questi in 12 Denari. Fino al 1572 (data della chiusura) la zecca di Reggio Emilia coniò monete in Lire reggiane, poi questa moneta divenne unità di conto, convivendo con la Lira modenese, sul piede della quale si coniarono le monete del Ducato di Modena e Reggio fino al 1796, anch'essa suddivisa alla «carolingia» in 20 Soldi di 12 Denari.
Alla fine del XVIII sec. uno zecchino di Venezia valeva 45 Lire reggiane e lo Scudo di Milano (detto Filippo) circa la metà. La lira reggiana era facilmente ragguagliabile alla Lira milanese e valeva un terzo di essa.
Le diverse unità monetarie locali in epoca napoleonica furono soppiantate dalla Lira italiana.
Una tavola di equivalenze di valori all'epoca dell'unità d'Italia può essere la seguente:
3 L. reggiane = 2 L. modenesi = 0,7675 L. italiane;
1 L. reggiana = 13 Soldi e 4 Denari modenesi = 0,25584 L. italiane;
1 L. italiana = 3 Lire reggiane 18 Soldi e 2 Denari = 2 L. modenesi 12 Soldi e 1 Denaro;
5 Cent. italiani (soldo) = 3 Soldi e 11 Denari reggiani;
Un altro metodo per calcolare l'ostico rapporto fra Lira reggiana e Lira italiana è quello che vede l'una gli 11/43 dell'altra; in decimale 1 Lira reggiana equivale a 0,25584 Lire italiane.